# Gran Premio del Belgio 1935
Il Gran Premio del Belgio 1935 fu la VIª edizione del Gran Premio del Belgio, si svolse sul circuito di Spa-Francorchamps e fu valido quale prima prova del Campionato europeo di automobilismo 1935.

## La gara
La gara fu portata a termine da sette degli 10 piloti che presero il via e fu vinta dal favorito della vigilia, il tedesco Rudolf Caracciola.

## Classifica
Assolutamente curioso quanto avvenuto nel corso della gara in casa Mercedes, allorché l'italiano Fagioli, contravvenendo a specifiche disposizioni di scuderia, tentò di superare il compagno Caracciola, più lento dell'italiano, che conduceva la corsa. La cosa fece infuriare a tal punto il team manager tedesco Neubauer che richiamò Fagioli ai box, ne scaturì una furibonda lite e l'italiano decise di ritirarsi per protesta, Neubauer lo sostituì con il già ritirato von Brauchitsch che completò la gara in 2ª posizione. I punti del campionato vennero comunque assegnati solo a Fagioli.
| Pos. | Nº | Pilota                  | Scuderia               | Auto               | Giri | Distacco/Causa ritiro | Griglia | Pt. |
| ---- | -- | ----------------------- | ---------------------- | ------------------ | ---- | --------------------- | ------- | --- |
| 1    | 2  | Rudolf Caracciola       | Daimler-Benz AG        | Mercedes-Benz W25B | 34   | 3:12:31               | 5       | 1   |
| 2    | 6  | Luigi Fagioli           | Daimler-Benz AG        | Mercedes-Benz W25B | 34   | +1:37                 | 10      | 2   |
| 2    | 6  | Manfred von Brauchitsch | Daimler-Benz AG        | Mercedes-Benz W25B | 34   | +1:37                 | 10      | n/a |
| 3    | 14 | Louis Chiron            | Scuderia Ferrari       | Alfa Romeo Tipo B  | 34   | +2:16                 | 3       | 3   |
| 4    | 16 | René Dreyfus            | Scuderia Ferrari       | Alfa Romeo Tipo B  | 34   | +5:23                 | 2       | 4   |
| 4    | 16 | Attilio Marinoni        | Scuderia Ferrari       | Alfa Romeo Tipo B  | 34   | +5:23                 | 2       | n/a |
| 5    | 8  | Robert Benoist          | Bugatti                | Bugatti T59        | 31   | + 3 Giri              | 9       | 4   |
| 6    | 12 | Piero Taruffi           | Bugatti                | Bugatti T59        | 31   | +3 Giri               | 7       | 4   |
| 7    | 20 | Marcel Lehoux           | Scuderia Villapadierna | Maserati 8CM       | 31   | + 3 Giri              | 1       | 4   |
| Ret  | 4  | Manfred von Brauchitsch | Daimler-Benz AG        | Mercedes-Benz W25B | 15   | Motore                | 6       | 6   |
| Ret  | 18 | Raymond Sommer          | Privata                | Alfa Romeo Tipo B  | 7    | Guasto meccanico      | 8       | 7   |
| Ret  | 18 | Jean-Pierre Wimille     | Bugatti                | Bugatti T59        | 7    | Motore                | 4       | 7   |